# Günter Grass
Pour les articles homonymes, voir Grass.
Günter Wilhelm Grass, né le 16 octobre 1927 à Danzig-Langfuhr et mort le 13 avril 2015 à Lübeck, est un écrivain et artiste allemand.
Lauréat du prix Nobel de littérature en 1999, Grass est principalement connu pour son roman Le Tambour.
Marquée par l'expérience traumatique du nazisme, son œuvre, baroque et ironique, puise son inspiration dans son origine germano-polonaise et condense réalisme et mythe afin d'explorer les méandres de l'Histoire, la mémoire et la culpabilité. Considéré comme l'un des plus grands écrivains allemands contemporains et le plus célèbre auteur germanophone de la seconde moitié du XXe siècle, il est aussi remarqué pour ses prises de positions politiques à l'origine de nombreuses controverses en Allemagne et à l'international,.

## Biographie

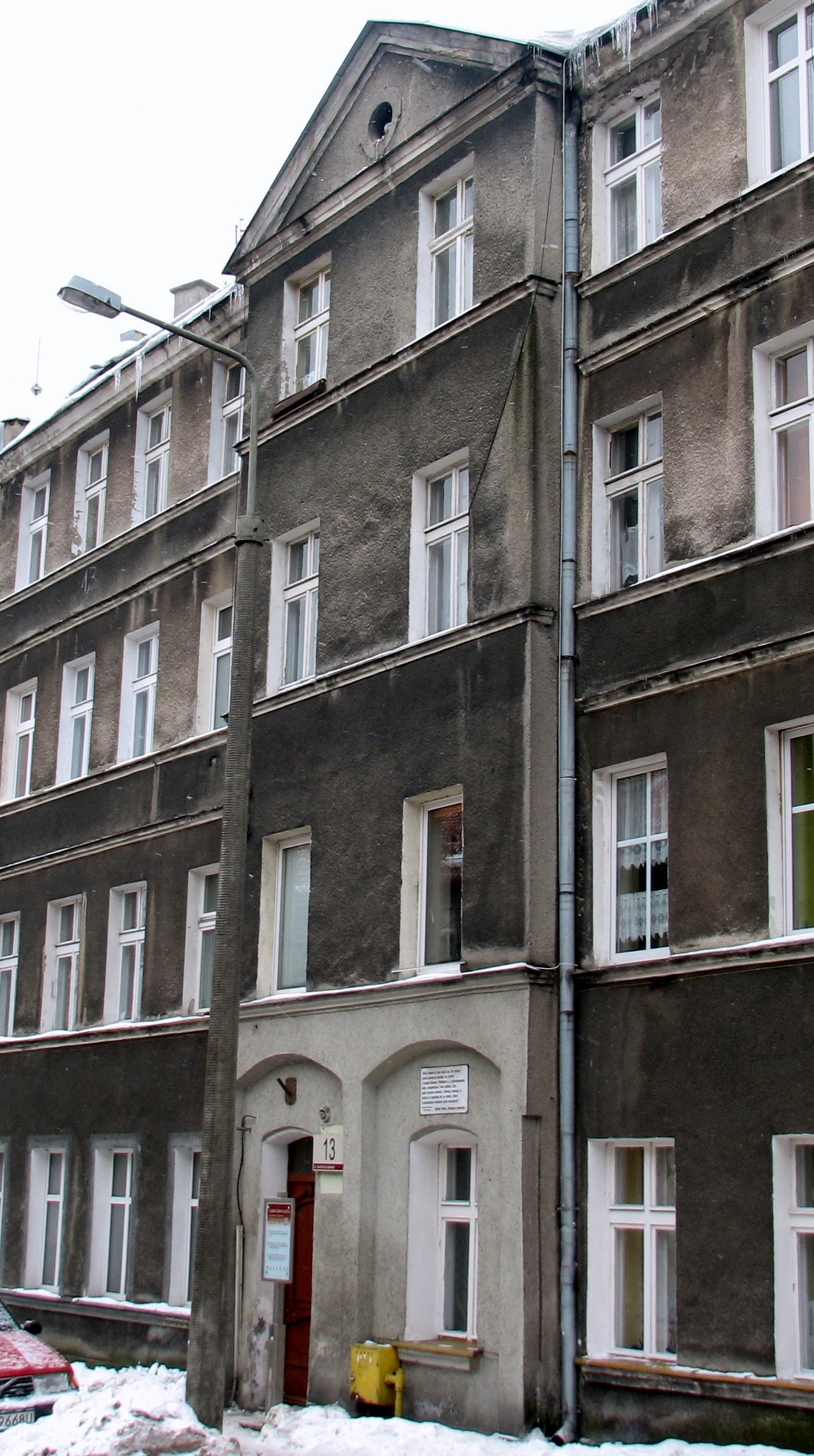
Maison de la famille Grass d'avant la guerre, à Dantzig.

Günter Grass naît dans la ville libre de Dantzig, de parents commerçants, propriétaires d'une épicerie en produits coloniaux. Son père est allemand protestant et sa mère cachoube catholique,. Grass et sa jeune sœur sont élevés dans la religion catholique. Il dit alors vivre « une jeunesse allemande modèle. ». L'invasion par la Wehrmacht de la Pologne et de Dantzig est approuvée par sa famille même si l'un des oncles polonais du jeune Günter est fusillé après avoir participé, comme postier résistant, au siège de la poste polonaise,. Il est dès lors interdit au garçon de jouer avec ses cousins et aucun mot n'est prononcé sur les proches tombés en disgrâce ni sur le sort qui leur a été réservé.
Enrôlé dans la Jungvolk, subdivision des Jeunesses hitlériennes , il demande à 15 ans à s'engager dans les sous-marins mais rejoint à l'âge de 17 ans la 10e Panzerdivision SS Frundsberg des Waffen-SS en octobre 1944,. Jusqu'en 2006, date à laquelle il révèle cet engagement, il avait toujours indiqué avoir été dans la défense anti-aérienne (Fliegerabwehrkanone). Il a expliqué cet engagement par son souhait de fuir une ambiance familiale rendue pesante par l'exiguïté de l'appartement et d'une rivalité avec son père. Il dit s'être engagé dans l'espoir de rejoindre les sous-mariniers et sans vraiment savoir ce que représentaient les Waffen-SS.
À la fin de la guerre, il fuit l'avancée russe et est fait prisonnier par les Américains avant d'être libéré en 1946. Durant sa captivité, il aurait peut-être rencontré Josef Ratzinger, le futur pape Benoît XVI. Il dit n'avoir pris pleinement conscience des horreurs perpétrées par le nazisme qu'après sa libération en entendant les aveux de Baldur von Schirach au procès de Nuremberg. Effondré par ces découvertes, Grass reste en Allemagne de l'Ouest où il mène une vie de bohème, étant successivement mineur de fond dans les carrières de potasse près de Hanovre et tailleur de marbres funéraires. Il tente par ailleurs de se reconstruire après la découverte de drames familiaux : sa mère et sa sœur ont vraisemblablement été violées par des soldats de l'Armée rouge. Après une traversée de l'Europe et des études de sculpture et d'arts plastiques à Düsseldorf et à Berlin-Ouest auprès de Karl Hartung, il tente de gagner sa vie grâce à ses sculptures et ses gravures. Graphiste, illustrateur et peintre, il s'essaie également à l'écriture et compose quelques poèmes. Il commence par ailleurs la rédaction d'un roman qui s'inspire lointainement de sa jeunesse. En 1955, il devient un proche du Groupe 47, mouvement de reconstruction et de réflexion littéraire dans l'Allemagne d'après-guerre.
En 1956, Le Journal des coquecigrues (Die Vorzüge der Windhühner), son premier recueil de poèmes, est publié. Il est suivi de deux pièces de théâtre, en 1957 : Tonton (Onkel, Onkel) et La Crue (Hochwasser). La même année, Grass obtient le prix du Groupe 47 après la lecture du premier chapitre de son œuvre romanesque en chantier : Le Tambour. L'argent de la récompense lui permet de séjourner, entre 1956 et 1960, à Paris où il parachève la rédaction de l'ouvrage près du canal Saint-Martin puis dans une petite chambre de la place d'Italie sur une machine à écrire Olivetti. Il fréquente les milieux intellectuels de Saint-Germain-des-Prés, découvre le Nouveau Roman, se lie d'amitié avec Paul Celan qui l'incite à lire François Rabelais et prend position pour Albert Camus dans la querelle l'opposant à Jean-Paul Sartre. Il devient célèbre en 1959 avec la publication du Tambour (Die Blechtrommel), son chef-d'œuvre, qui obtient un succès planétaire et lui vaut d'être considéré comme un grand nom de la scène littéraire internationale. Le livre fait l'objet d'une adaptation cinématographique, vingt ans plus tard, par Volker Schlöndorff. Le film est aussi un triomphe mondial et se voit attribuer la Palme d'or à Cannes et l'Oscar du meilleur film étranger à Hollywood.

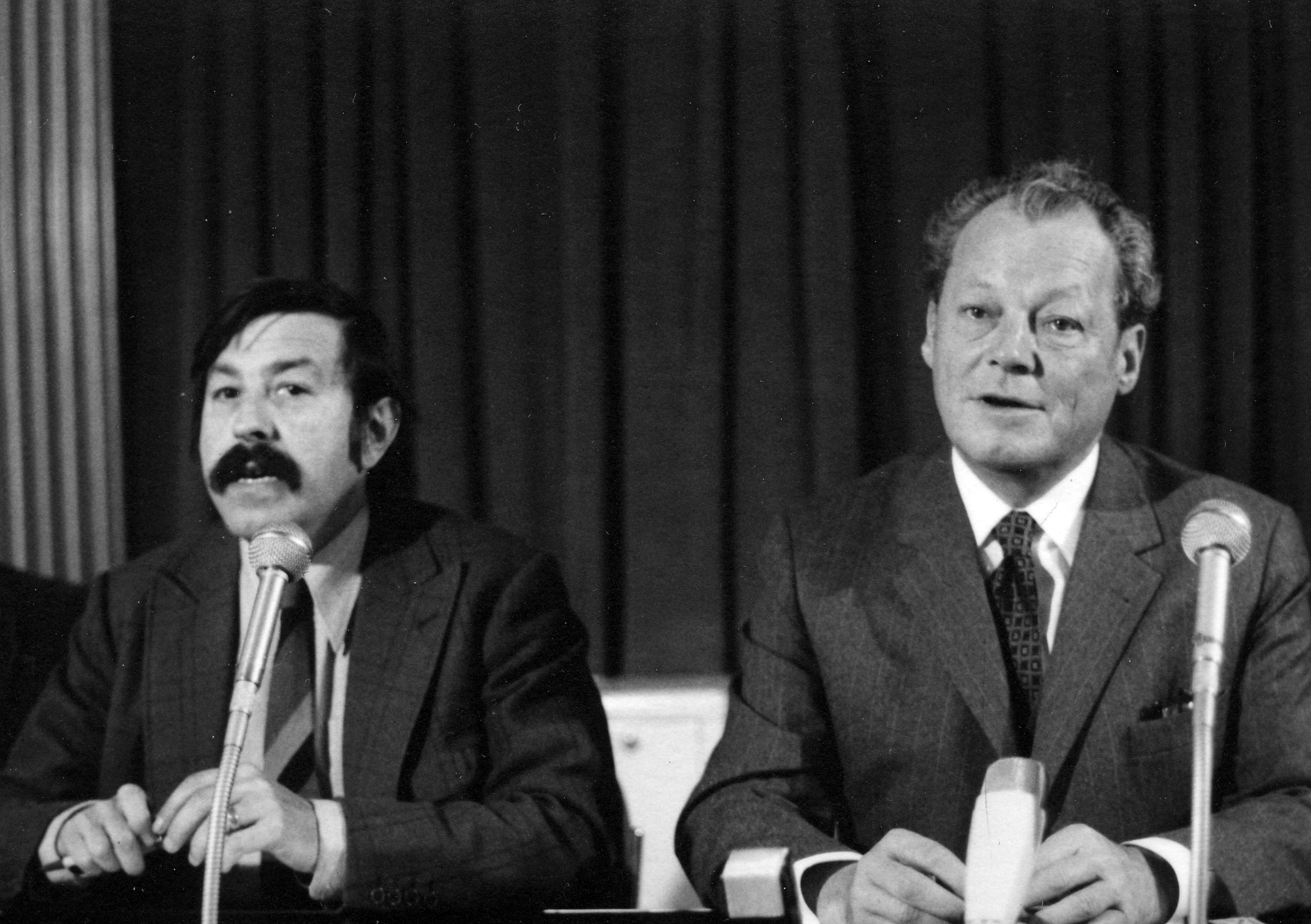
Günter Grass et Willy Brandt en 1972.

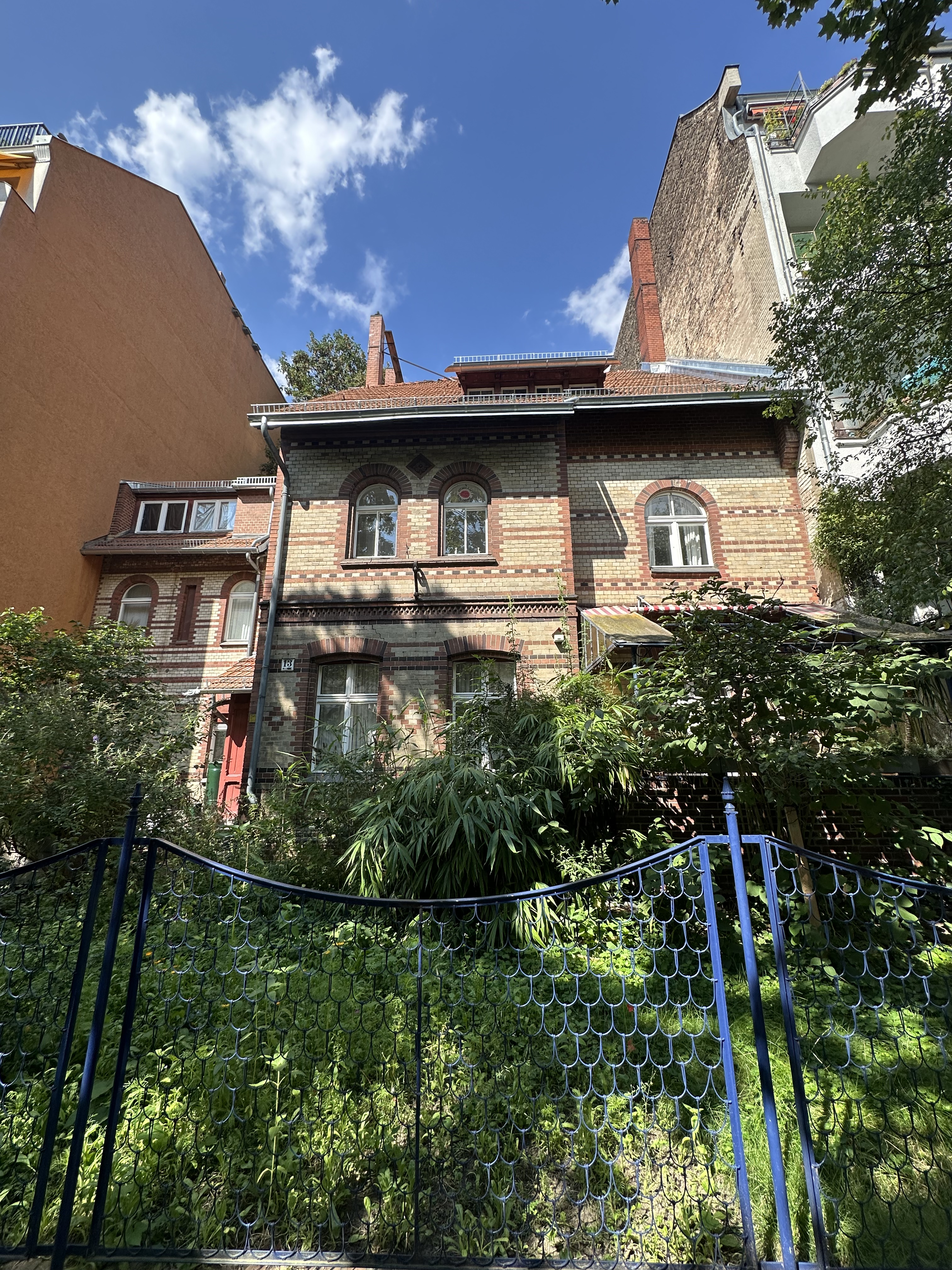
Maison de Günter Grass à Berlin où ses descendants résident encore.

Dans les années 1960, Grass s'engage en politique et participe aux campagnes électorales des sociaux-démocrates allemands. Il organise plusieurs meetings en faveur du futur chancelier Willy Brandt avec lequel il se lie d'amitié et qu'il renseigne sur les affaires est-européennes. Il est présent lorsque Brandt, dans un geste historique, se met à genou sur le site de l'ancien ghetto de Varsovie. L'auteur lui prodigue par ailleurs des conseils sur le rapprochement des deux républiques allemandes. L'auteur adhère au SPD en 1982 mais donne sa démission en 1992 pour protester contre les restrictions du droit d'asile.

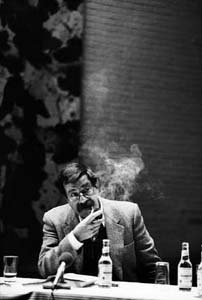
Günter Grass en 1986.

De 1983 à 1986, il préside l'Académie des arts de Berlin. À la fin des années 1980, il part en Inde à Calcutta, où il constate la misère du peuple indien. Il relate cette expérience dans Tirer la langue (Zunge zeugen, 1989).
En 1995, la publication de Toute une histoire (Ein weites Feld) provoque un tollé en Allemagne après que l'auteur y affirme que l'Allemagne de l'Ouest a pris en otage et victimisé, par le biais d'un libéralisme effréné, les habitants de l'ancienne RDA après la réunification. Le critique Marcel Reich-Ranicki accepte que le Spiegel publie un photomontage où on le voit en train de déchirer le livre de Grass avec le titre « L'échec d'un grand écrivain ». La presse populaire s'insurge aussi contre le romancier : le Bild-Zeitung titre « Grass n'aime pas son pays » et dénonce un roman au « style creux » qu'elle considère comme « une insulte à la patrie ».
L'auteur reçoit le 30 septembre 1999, à près de 72 ans, le prix Nobel de littérature, « pour avoir dépeint le visage oublié de l'Histoire dans des fables d'une gaieté noire, ». Le jury de Stockholm célèbre également en lui « un puits d’énergie et un roc d’indignation. ». Fréquemment cité sur les listes de l'Académie suédoise, où il faisait figure depuis plusieurs années de favori au même titre que Gabriel García Márquez, Claude Simon et Nadine Gordimer, récompensés avant lui,, Grass, « l'éternel nobélisable » comme le surnommait la presse, avait anticipé sa victoire, même tardive. Dès les années 1970, il avait proposé au Comité Nobel de primer conjointement un écrivain allemand de l'est et l'ouest comme symbole d'une réunification culturelle. Il faisait ainsi référence, de manière sous-jacente, à l'idée de le mettre à l'honneur avec son amie Christa Wolf. Mais cette proposition ne fut jamais prise en compte par les jurés du prix.
En 2001, Grass propose de construire un musée germano-polonais qui abriterait les œuvres d'art volées par les nazis. Parfois accusé de s'être reposé sur ses lauriers après ses premiers succès littéraires, notamment pour son goût répété de la provocation, de l'obscénité et du blasphème, la surabondance de son style ou encore son penchant pour la virtuosité tapageuse, Grass revient au premier plan de la littérature mondiale en 2002 grâce à la publication d'En crabe (Im Krebsgang). La même année, la mairie de Gdańsk, sa ville natale, annonce son projet de fonder un musée-institut dédié à l'auteur qui ouvre finalement ses portes en 2009. En 2005, l'écrivain fonde un cercle d'auteurs et les rencontres littéraires de Lübeck.

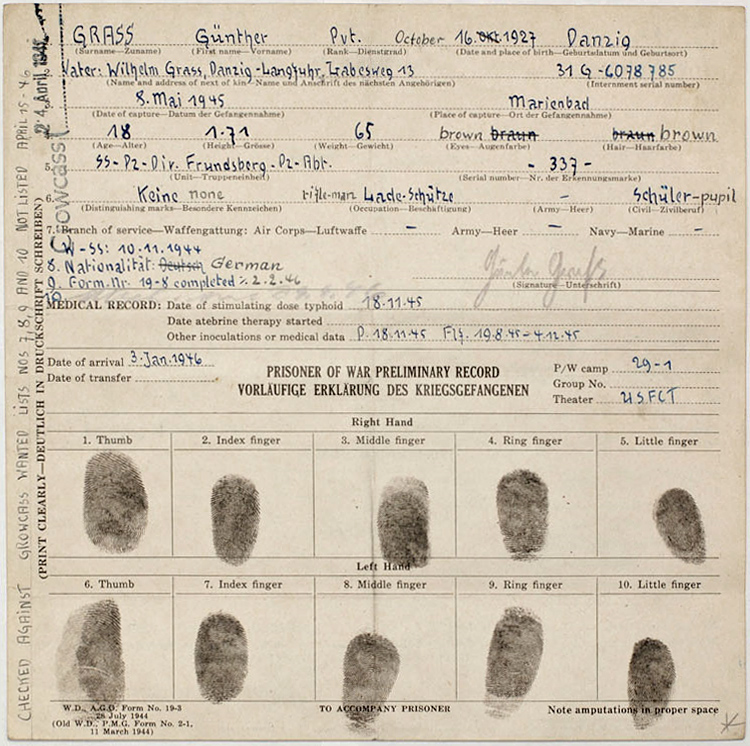
Sa fiche de prisonnier de guerre.

En août 2006, il révèle son enrôlement en octobre 1944 dans les Waffen-SS après avoir prétendu auparavant avoir servi dans la Flak. La divulgation tardive de ce secret, qui « le hantait depuis toujours » et qui est faite quelques jours avant le lancement de son dernier livre autobiographique, Pelures d'oignon (Beim Häuten der Zwiebel), suscite malaise et incompréhension en Europe,. Elle est à l'origine d'une controverse entre intellectuels européens, certains d'entre eux considérant que cet aveu lui ôte son statut de caution morale, d'autres au contraire pensant que cette sincérité, même tardive, ne fait que renforcer sa légitimité artistique et intellectuelle.
Lech Wałęsa, après avoir demandé qu'on lui retire son titre de citoyen d'honneur de la ville de Gdansk, lui pardonne ses errements de jeunesse. Entre-temps, Grass reçoit le soutien d'une partie de la communauté littéraire parmi laquelle Salman Rushdie, John Irving ou encore José Saramago qui juge néanmoins « infâme » et « indigne » l'utilisation de cette révélation à des fins promotionnelles,. La droite allemande dénonce, quant à elle, son hypocrisie et ses sermons galvaudés sur le passé nazi de la nation. Elle le prie d'ailleurs un temps de rendre son prix Nobel et l'argent qu'il lui a rapporté. Mais le président de la fondation Nobel soutient publiquement l'écrivain en juillet 2006, déclarant à ce sujet que « l'attribution des prix est irréversible car aucun prix n'a été retiré à quiconque par le passé ». Après cet épisode, son biographe Michael Jürgs (de) explique que « ses traditionnelles leçons à la conscience collective allemande » deviennent soudain « inaudibles ». En France, le critique littéraire Pierre Assouline suppose que la rédaction de Pelures d'oignon fut une manière d'anticiper la révélation de ce secret par une enquête journalistique.
En janvier 2014, à 86 ans, Grass annonce qu'il n'écrira plus de romans car son âge avancé et des problèmes de santé ne lui permettent plus de s'engager sur des projets nécessitant cinq ou six années d'enquête et de travail. Il met ainsi un terme à sa carrière littéraire mais continue son activité de dessinateur, illustrateur et graphiste. À l'annonce de sa mort, survenue dans une clinique de Lübeck à la suite d'une infection le 13 avril 2015, de nombreux hommages lui sont rendus en Allemagne et à l'étranger de la part de personnalités politiques et littéraires parmi lesquelles l'ancien président polonais Lech Wałęsa, la chancelière Angela Merkel, le président de la République fédérale Joachim Gauck, Sigmar Gabriel, Peter Tauber, Salman Rushdie, Imre Kertész, John Irving, Elfriede Jelinek, Orhan Pamuk, Mario Vargas Llosa ou encore la ministre de la Culture française d'alors Fleur Pellerin,,,,,,.
Parmi les œuvres les plus célèbres de Grass, on compte Le Chat et la Souris (Katz und Maus, 1961) et Les Années de chien (Hundejahre, 1963) qui achèvent une trilogie sur Dantzig (Trilogie de Dantzig) ouverte par Le Tambour,. Ses autres ouvrages connus sont Le Journal d'un escargot (Aus dem Tagebuch einer Schnecke, 1972), Le Turbot (Der Butt, 1977), Une rencontre en Westphalie (Das Treffen in Telgte, 1979), La Ratte (Die Rättin, 1985), L'Appel du crapaud (Unkenrufe, 1992) et Mon siècle (Mein Jahrhundert, 1999).

### Vie privée
En 1954, Grass épouse la Suissesse Anna Schwarz, apprentie danseuse de ballet ; ils ont quatre enfants. Ils divorcent en 1978.
En 1974 naît la fille qu'il a avec l'architecte Veronika Schröter, Helene Grass, qui devint comédienne et à qui Le Turbot est dédié.
En 1979, il se remarie avec l'organiste Ute Grunert et vit avec elle près de Lübeck jusqu'à sa mort en 2015.

### La Maison Günter-Grass
La Maison Günter-Grass à Lübeck, ouverte partiellement au public dans le cadre de conférences, rencontres et expositions temporaires, contient la majeure partie des manuscrits et des œuvres artistiques de l'auteur. Grass y concevait lui-même la couverture et l'illustration de ses ouvrages. Il continuait en parallèle à exercer ses activités artistiques.
Il était l'un des rares écrivains à inviter, lors de la parution en allemand de chaque nouvel ouvrage, l'ensemble de ses traducteurs pour mettre en commun les travaux de traduction et permettre un échange de langues.

## Opinions politiques
Les prises de position de Grass, dans ses ouvrages ou dans les médias, ont souvent déclenché de vives controverses outre-Rhin, lui valant la réputation de polémiste.
Se positionnant politiquement à gauche, Grass a longtemps milité au Parti social-démocrate (SPD). La presse le classe parmi les intellectuels européens appartenant à la gauche radicale : altermondialiste, pacifiste et antimilitariste.
Il s'est longtemps battu pour les droits des femmes et la légalisation, en Allemagne, de l'interruption volontaire de grossesse.
L'auteur a régulièrement critiqué le passé nazi de l'Allemagne et est devenu un ténor de l'antiaméricanisme, fustigeant par exemple Helmut Kohl et Ronald Reagan, venus ensemble visiter le cimetière de Bitburg, au motif que des SS y étaient enterrés avec des soldats alliés et allemands durant la Seconde Guerre mondiale.
Après l'installation en décembre 1983 des premiers Pershing II en République fédérale, il estime que ces missiles sont des armes agressives au déploiement desquelles la Constitution interdirait à la Bundeswehr de participer. Avec une trentaine d'écrivains, il lance un appel aux jeunes Allemands de l'Ouest pour qu'ils refusent de faire leur service militaire.
Lors d'un voyage en Israël, il déclare : « L'homme qui vous parle n'est donc ni un antifasciste éprouvé ni un ancien national-socialiste : plutôt le produit hasardeux d'une génération née à moitié trop tôt et infectée à moitié trop tard. »
Après la chute du mur de Berlin, il s'oppose à la Réunification allemande pour « préserver l'héritage socialiste » de la République démocratique allemande.
En 1992, il quitte le SPD dont il était devenu une figure éminente en raison de la signature, par le parti, de la nouvelle Constitution qui comprend une clause de restriction du droit d'asile. Il milite un temps pour les Verts allemands avant de soutenir Gerhard Schröder.
En 1993, il apporte son soutien à Christa Wolf, dont les liens passés et occasionnels avec la Stasi sont rendus publics.
En 1997, il s'oppose une nouvelle fois à Helmut Kohl pour dénoncer la politique des marchands d'armes entre l'Allemagne et la Turquie.
L'auteur a souvent critiqué les « dérives libérales et petites bourgeoises » du SPD. Il a néanmoins toujours affiché un indéfectible soutien à l'ex-chancelier Gerhard Schröder qu'il n'apprécie guère personnellement.
Dans un échange télévisé avec Pierre Bourdieu pour la chaîne Arte en novembre 1999, l'auteur déplore les méfaits du néolibéralisme et affirme que « seul l'État peut garantir la justice sociale et économique entre les citoyens. ». Il exprime également son souhait d'ouvrir à nouveau « l'universalisme et le dialogue culturel hérité des Lumières » et d'avoir recours à un humour sardonique comme outil critique du monde moderne. Il considère par ailleurs comme devoir pour tout intellectuel d'« ouvrir sa gueule », regrette « la capitulation du politique devant l'économie » et rapproche besoin de transition écologique et résolution du chômage de masse.
Grass a toujours voulu défendre la « voix des opprimés » : il a notamment soutenu Salman Rushdie, victime d'une fatwa islamique en 1989, les écrivains arabophones contestataires et expatriés puis le peuple palestinien. Il a souvent dénoncé la politique du gouvernement israélien qu'il juge « agressive » et « belliqueuse »,,.
Au lendemain des attentats du 11 septembre 2001, il déclare que la « réaction » américaine orchestre beaucoup de tapage « pour trois mille Blancs tués ». La même année, il s'oppose à l'intervention américaine en Afghanistan puis à la guerre en Irak deux ans plus tard,.
En compagnie de Gabriel García Márquez, José Saramago, Umberto Eco, John Updike, Mario Vargas Llosa, Carlos Fuentes et Juan Goytisolo, il condamne l'attitude des autorités turques et réclame, en décembre 2005, l'abandon des charges judiciaires contre l'écrivain Orhan Pamuk, accusé d'« atteinte à l'identité turque » à la suite de la publication d'un article dans lequel ce dernier reconnaît la responsabilité de son pays dans les massacres kurdes et le génocide arménien.
En 2006, lors de l'affaire des caricatures de Mahomet, Grass fustige « l'arrogance de l'Occident » et son « mépris de la culture musulmane ».
En 2008, il publie avec cinq autres lauréats du prix Nobel (Mikhaïl Gorbatchev, Desmond Tutu, Dario Fo, Orhan Pamuk et Rita Levi Montalcini) une tribune pour dénoncer le sort de Roberto Saviano, dont la tête est mise à prix par la mafia et en appeler à la responsabilité de l'État italien dans sa lutte contre le crime organisé.
En 2010, il s'engage, au côté d'Orhan Pamuk, pour la libération de l'auteur Doğan Akhanlı, emprisonné en Turquie.
En 2013, il fait partie des signataires, en compagnie de plusieurs écrivains dont quatre autres prix Nobel (Orhan Pamuk, Elfriede Jelinek, J.M. Coetzee et Tomas Tranströmer), d'un manifeste contre la société de surveillance et l'espionnage des citoyens orchestré par les États.

### Polémique surCe qui doit être dit
Le 4 avril 2012, il publie dans le journal munichois le Süddeutsche Zeitung un poème en prose intitulé « Ce qui doit être dit » dans lequel il accuse Israël de menacer la paix mondiale tout en réclamant le contrôle strict du nucléaire iranien, ce qui déclenche un énorme scandale et vaut à l'auteur d'être accusé d'antisémitisme. Il s'en défend pourtant à l'intérieur même du poème, expliquant qu'il s'est longtemps tu à cause du verdict courant d'antisémitisme lorsqu'on critique Israël. Dans le poème, l'écrivain dénonce également le soutien de la République fédérale allemande à l’État hébreu à qui elle livre des sous-marins pouvant être dotés de missiles nucléaires. En Allemagne, lors des « marches pascales pour la paix », Grass obtient plusieurs soutiens. Entre-temps, le romancier regrette d'avoir parlé d'Israël de manière globale et affirme n'avoir voulu critiquer que le gouvernement israélien. En France, l'auteur est taxé par Bernard-Henri Lévy de « régression intellectuelle » et qualifié de « chantre d'un néo-antisémitisme inavoué ». Si cette affaire divise la presse internationale, certaines personnalités comme Daniel Salvatore Schiffer, qui regrettent néanmoins les propos énoncés, déplorent qu'une confusion systématique et néfaste soit opérée entre « antisionisme » et « antisémitisme ».
Une nouvelle fois, une partie de la presse somme la fondation Nobel de retirer à l'auteur son prix Nobel et l'argent qu'il lui a rapporté mais Peter Englund, secrétaire perpétuel de l'Académie suédoise, exclut toute sanction vis-à-vis de Grass, rappelant que le prix lui a été attribué pour son mérite littéraire uniquement,. L'Association israélienne des écrivains de langue hébraïque réclame néanmoins que le comité exprime clairement sa position sur l'affaire qu'elle juge plus morale que politique car, selon elle, « Grass est complice d'une opération de blanchiment des déclarations génocidaires des dirigeants iraniens. ».
Le 30 septembre 2012, alors qu'il est déclaré persona non grata en Israël, Grass publie un recueil de 87 poèmes, Éphémères, où il fait notamment l'éloge de Mordechai Vanunu, dénonciateur du programme nucléaire israélien. Ce plaidoyer, considéré comme une nouvelle provocation par une partie des médias, est moqué par les autorités israéliennes.
En juin 2013, en pleine période de campagne électorale, Grass provoque un nouveau scandale médiatique avec une virulente critique d'Angela Merkel dont il évoque la formation de fonctionnaire aux Jeunesses communistes d'ex-RDA et le parcours politique auprès de Helmut Kohl pour expliquer sa culture du pouvoir et sa capacité à « écarter violemment ses adversaires ».

## Son œuvre littéraire

### Une œuvre en rupture
Avec la publication du Tambour qui devient presque immédiatement un classique, Grass s'impose comme l'un des écrivains allemands majeurs de l'après-guerre et préfigure les thèmes et l'esthétique du réalisme magique sud-américain des années 1960 et du réalisme hallucinatoire. Son empreinte sur la littérature mondiale est considérable : de nombreux auteurs de premier ordre dont Gabriel García Márquez, Mario Vargas Llosa, Nadine Gordimer, Kenzaburō Ōe, José Saramago, J. M. Coetzee, Elfriede Jelinek, Orhan Pamuk, Mo Yan, John Irving, Salman Rushdie, António Lobo Antunes ou encore Michel Tournier reconnaissent son influence sur leur création littéraire,,,,,,,,,,,,. D'emblée, l'auteur explore ce qui fonde les principales caractéristiques de ses récits et son style : des personnages, pris dans un tourbillon romanesque, écrasés par le poids de l'Histoire.
S'il reste lié à une interrogation morale sur la culpabilité et la responsabilité, Grass prend en partie ses distances avec certains noms de la Trümmerliteratur, la « littérature des ruines » représentée par son ami Heinrich Böll, qui, sur fond de pathos et de réalisme, pleure les malheurs de l'Allemagne dans l'immédiat d'après-guerre. Il préfère se situer du côté d'une littérature expérimentale, représentée par Arno Schmidt. Le secrétaire perpétuel de l'Académie suédoise explique qu'avec son apparition sur la scène littéraire, « ce fut comme si la littérature allemande se régénérait après des décennies de dévastation langagière et morale. ». Son œuvre, volontiers provocante, grivoise et blasphématoire, est vantée par plusieurs critiques pour sa puissance créatrice, sa grande nouveauté et sa capacité à briser les tabous. Elle prend racine dans la littérature universelle et condense fable, merveilleux et notations réalistes dans un portrait satirique de l'Allemagne contemporaine et de ses mutations depuis la fin de la Seconde Guerre mondiale. Selon le poète Hans Magnus Enzensberger, il est, dès ses débuts, « un empêcheur de tourner en rond, un requin au milieu des sardines, un solitaire et un sauvage dans notre littérature domestiquée, et Le Tambour est un pavé comme le Berlin Alexanderplatz de Döblin, comme le Baal de Brecht, un pavé sur lequel les critiques et les philologues vont avoir à ronger pendant au moins dix ans, jusqu’à ce qu’il soit à point pour la canonisation ou l’oubli. ».
D'abord influencés par l'absurde et l'écriture épique de Bertolt Brecht, ses ouvrages, qui oscillent entre récit des origines et parodie, invoquent Dantzig, sa ville natale disparue et puisent leur inspiration dans le folklore germano-polonais. Ses écrits s'inspirent par ailleurs largement de ses expériences politiques. Ils cherchent à rendre compte de la part irrationnelle de l'Histoire, tout en donnant, à travers l'allégorie, une étude critique, sceptique et corrosive du monde moderne. Ils ont pour caractéristique première de lier indistinctement, fantasme, réalité quotidienne, légende, rêve et délire. Le choix du cadre germanique sert une visée plus large : les références à la géographie, l'Histoire et la politique forment une peinture caustique de mœurs et de caractères universels. Développant l'anamorphose, l'auteur tend un miroir peu reluisant à ses lecteurs. Lorsqu'il lui décerne le prix Nobel, le comité de Stockholm salue « un homme des Lumières, à une époque qui s'est lassée de la raison. », ajoutant qu'il est un artiste singulier car il est « l'écrivain des victimes et des perdants ». En réalité, Grass remet au centre de l'Histoire les personnes qui en sont évincées car elle ne se vouerait, selon lui, qu'au culte de l'homme providentiel.

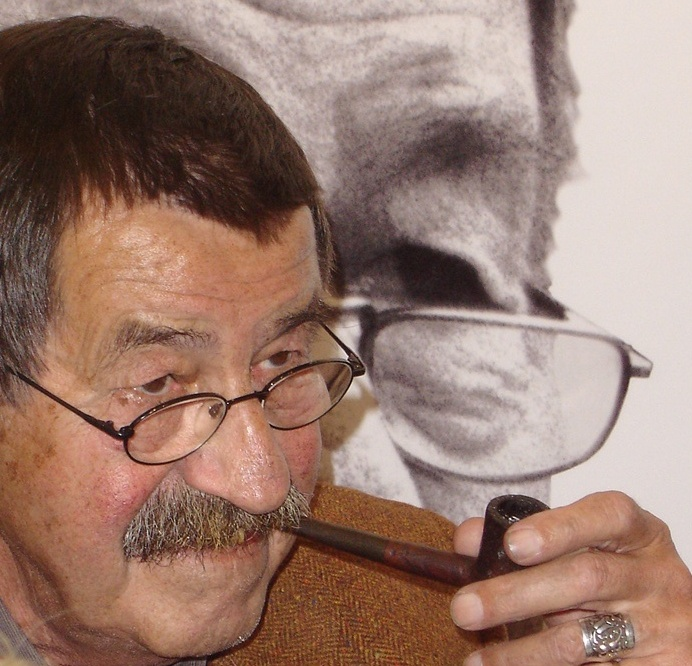
Günter Grass à Berlin en 2004.

### L'ironie et le grotesque
Moraliste, Grass trahit l'influence de François Rabelais dans des récits d'une fantaisie débridée marqués par un style ironique, un langage novateur et un goût du grotesque, du burlesque et du carnavalesque. Grass utilise le registre de la bizarrerie, l'humour dissonant et la cacophonie. Il privilégie la métaphore animale, développe une imagerie subversive et a recours au motif de la parade monstrueuse. En effet, ses romans mettent souvent en scène des personnages difformes (le nain Oskar et son chien hideux dans Le Tambour, Mahlke, le garçon à la pomme d'Adam proéminente dans Le Chat et la Souris, Ava, la divinité maternelle à trois seins dans Le Turbot...). L'empreinte du Nouveau Roman se décèle dans les recherches stylistiques et celle de William Faulkner dans l'emprise du terroir sur la fiction, le jeu sur les voix narratives et le recours à l'irrationnel. Grass affirme également devoir beaucoup aux Essais de Montaigne pour « leur connaissance de l'irrationnel ». Le symbolisme, la truculence et le style épique sont utilisés en trompe-l’œil afin de mettre à distance l'histoire et d'étudier, derrière le grandiose, la banalité quotidienne et la normalité sociale dans lesquelles s'immisce la perversité du mal. Sans aucun jugement tranché, aucune amertume ni aucun manichéisme, Grass évoque la soumission intéressée et le caractère corrompu de l'homme, ce qui crée un sentiment de malaise chez le lecteur.
Ses textes pastichent les classiques de la littérature allemande comme Les Souffrances du jeune Werther, Wilhelm Meister et Simplicius Simplicissimus. Ils se caractérisent également par un collage de plusieurs genres littéraires (roman, poésie, théâtre, nouvelle...). Grass tire cette approche esthétique de son expérience de sculpteur mais également des influences conjointes de Laurence Sterne, Denis Diderot et surtout Alfred Döblin, qu'il considère comme son maître,. Par ailleurs, l'humour de ses œuvres est proche de celui de Jean Paul. L'ironie déployée dans la forme du conte se rapproche, quant à elle, de Voltaire et de Jonathan Swift.

### La responsabilité et la mémoire
Dans la veine du roman picaresque allemand (le Schelmenroman représenté par Grimmelshausen) et du picaresque espagnol dont Grass rappelle les racines maure et arabe, Le Tambour s'inscrit déjà dans cette conception. Le roman, marqué par une profusion narrative et une inventivité langagière, relate le parcours de son avatar littéraire, Oskar Matzerath, né à Gdańsk dans les années 1920 d'une mère cachoube et de deux pères différents : l'un allemand et officiel et l'autre polonais et officieux. Le jeune garçon, dont la voix a le pouvoir de briser le verre, décide de ne plus grandir à l'âge de 3 ans et scrute avec impertinence, au son d'un tambour en fer blanc qu'il ne quitte jamais, les turpitudes et les compromissions des adultes dans lesquelles il se conforte. Prenant la position du bas physique et social, le romancier opte pour la féerie proche du répertoire médiéval à l'instar des Nibelungen et ridiculise la figure du surhomme. Pour le lecteur, Oskar n'est pas un narrateur fiable : il raconte son histoire d'un hôpital psychiatrique et la véracité de son témoignage est mise en cause. Utilisant le monde de l'enfance comme procédé critique, Grass sonde, de plus, la conscience d'une nation coupable et retranscrit le basculement naturel et terrifiant d'une société germanophone mais non-allemande, les habitants de Dantzig, dans le nazisme, plus par conformisme petit bourgeois que par aveuglement. Le romancier traite également du sort des Flüchtlinge (les réfugiés), les populations de langue allemande de l'est déplacées de force vers l'ouest par l'Armée rouge et évoque la misère allemande dans l'immédiat d'après-guerre. Au cours de ses aventures, Oskar décide de grandir à nouveau et ce au moment du miracle économique (Wirtschaftswunder) mais sa croissance ne se déroule plus normalement : il devient bossu à l'image de la République fédérale allemande, pressée d'enterrer son passé nazi pour s'adonner aux joies du libéralisme économique.
Le Chat et la Souris raconte l'histoire de Mahlke, jeune garçon à moitié orphelin, enrôlé dans les Jeunesses hitlériennes et gourou d'une bande de Dantzig. Celui qui rêve de devenir clown et de porter la Croix de guerre du IIIe Reich (la « souris » du titre) est suivi à la trace par Pilensz, le narrateur et « chat » qui l'admire autant qu'il le déteste. Les Années de chien narre la destinée d'une lignée canine, venue de Lituanie à la Vistule et dont Prinz, l'un des descendants, est offert en cadeau à Adolf Hitler. Ces deux récits clôturent la Trilogie de Dantzig après Le Tambour et sont de nouvelles paraboles sur la monstruosité de l'Histoire, la responsabilité collective, la culpabilité et la banalité du mal. Ils sont, par ailleurs, toujours portés par des êtres hors-normes, des antihéros et des marginaux dans un espace sans aucun repère clair où voix intérieures, rêves et réalité se confondent,.

### Un auteur politique et critique
La pièce Les Plébéiens répètent l'insurrection (Die Plebejer proben den Aufstand, 1966) revient sur le soulèvement populaire du 17 juin 1953, à Berlin-Est et brosse un portrait peu flatteur du dramaturge Bertolt Brecht. L'auteur y est présenté comme un artiste devenu privilégié avec le temps qui se coupe de sa conscience politique et sociale au profit de ses préoccupations littéraire et intellectuelle, ne soutenant jamais la lutte de ses concitoyens pour leur liberté dans un régime répressif. En filigrane, Grass dénonce l'embourgeoisement de certains intellectuels qui ratent les grands rendez-vous de l'Histoire. Anesthésie locale (Örtlich Betaübt, 1969) articule un dialogue sur plusieurs étages entre un célèbre dentiste et son patient nommé Starusch puis oppose l'objectivité de l'expérience vécue à la reconstitution d’événements fantasmés. Ce roman critique ouvertement la position politique modérée et consensuelle répandue dans l'Allemagne fédérale qui, bien qu'opposée à la guerre du Viêt Nam, paraît trop sage pour combattre les injustices du temps. Le Journal d'un escargot qui se veut « un manuel à l'usage de mes enfants et de ceux des autres » évoque, pour la première fois, les engagements politiques de Grass auprès de Willy Brandt lors de la campagne social-démocrate de 1969. La figure de l'escargot sert à caractériser une nation enroulée sur elle-même, prudente et lente dans sa démarche.

### Une œuvre à but moral

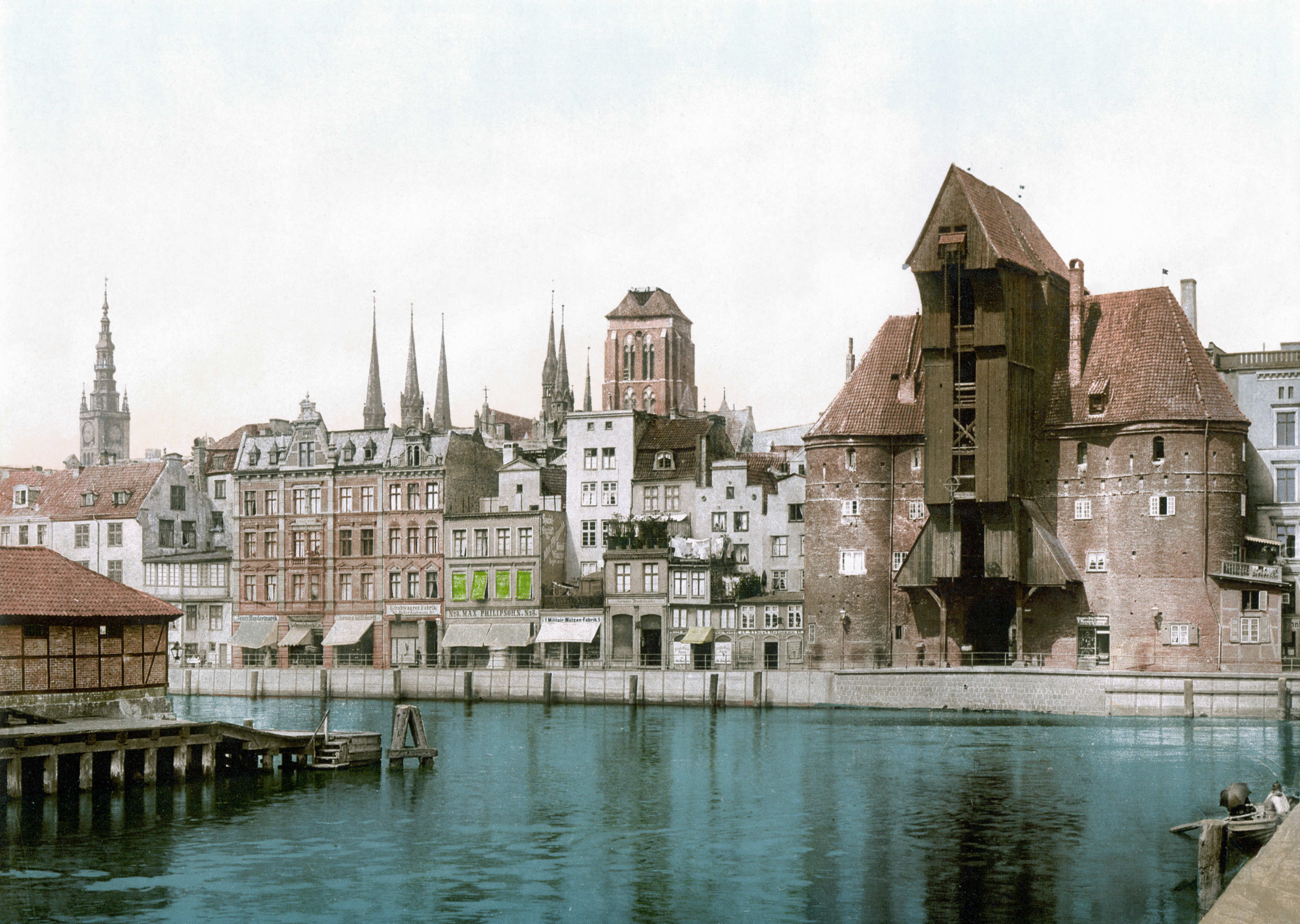
Carte postale de Dantzig, la ville natale de Grass (1900).

Le Turbot s'inspire d'un conte populaire médiéval, Der Fyscher und syne Frau (Le Pêcheur et sa femme), repris au XIXe siècle par le peintre romantique Philipp Otto Runge puis par Alexandre Pouchkine et les frères Grimm. Il s'agit d'une fresque truculente et grandiloquente qui rend hommage à l'histoire cachée des cuisinières ; fonction adoptée par la femme à travers les âges pour arracher à l'homme son pouvoir patriarcal. Une rencontre en Westphalie, qui reconstitue l'époque baroque et la guerre de Trente Ans, invente une rencontre entre les poètes Martin Opitz et Andreas Gryphius en 1647, entre Münster et Osnabrück. Ce contexte fictif fait référence à la période contemporaine et sert de prétexte au romancier pour refléter la situation des membres du groupe 47 qu'il interpelle sur les défis intellectuel et politique à venir. La Ratte, conçu comme une suite lointaine au Tambour, raconte le retour d'Oskar, devenu quinquagénaire, à Dantzig après une catastrophe nucléaire pour célébrer le 107e anniversaire de sa grand-mère. L'auteur traite, par ce biais, du devenir de l'humanité et des dangers qui la guettent, investissant pour la première fois le champ de l'anticipation et de la fable dystopique.
L'Appel du crapaud utilise son propre titre comme métaphore d'un cri d’alarme que devrait théoriquement lancer tout intellectuel face à une planète en péril. Toute une histoire est une peinture complète de l'Allemagne d'après la Réunification que traversent deux personnages bigarrés, inspirés de Don Quichotte et dont l'un, Theo Wuttke, est la réincarnation de l'écrivain Theodor Fontane. Ce couple est également une relecture de Bouvard et Pécuchet de Gustave Flaubert. Mon siècle est une série de commentaires, de notes, de portraits et d'anecdotes qui ressuscitent le siècle de l'écrivain à la veille du nouveau millénaire. Un inventaire du XXe siècle année par année y est alors brossé.

### Les derniers livres
En crabe est une œuvre de vieillesse et de maturité de facture conventionnelle, éloignée des provocations langagières, de l'outrance baroque et de la verve rabelaisienne d'autrefois. L'ouvrage traite du problème de la mémoire collective et des responsabilités transgénérationnelles à travers le torpillage, le 30 janvier 1945, par un sous-marin soviétique du paquebot Wilhelm Gustloff, chargé de milliers de réfugiés et de blessés civils ou militaires.
Ce roman ouvre un nouveau volet dans la production littéraire de son auteur : bien que toujours liée au questionnement de l'Histoire, au problème de la mémoire et du rapport entre générations, elle s'appuie désormais sur un style polyphonique épuré et solennel qui permet autant au Grass écrivain qu'au Grass citoyen d'évoquer sa culpabilité dans des récits confessionnels où s'exprime une conscience amère du temps présent. La littérature y devient un « antipoison contre l'oubli » (Pelures d'oignon, Agfa Box, D'une Allemagne à l'autre...). Dans l'autobiographie Pelures d'oignon, où l'oignon sert de métaphore aux diverses couches de la mémoire, l'auteur revient notamment sur sa trajectoire personnelle et explique aussi la généalogie de certains de ses personnages et l'origine des histoires de ses romans. Avec Agfa Box, nouvel opus autobiographique, l'écrivain accompagne son récit de plusieurs photographies familiales.

### Comparaison avec Céline
Les livres de Günter Grass ressemblent, sur plusieurs points, à ceux de Louis-Ferdinand Céline ce qui lui a valu le surnom de « Céline allemand » dans la presse. Cette référence est problématique puisqu'il a toujours refusé ce rapprochement. Il dit apprécier la volonté de Céline de renouer avec l'héritage de Rabelais qu'il revendique lui-même. Michel Tournier place d'ailleurs Rabelais, Cervantès, Céline et Grass dans la même tradition littéraire d'« authenticité par le grotesque ».

### Style littéraire
Ses livres sont réputés profus et difficiles et procèdent par perspectives, strates et couches multiples,. L'écrivain affirme volontiers exiger un effort de son lecteur, notamment pour le fait de « s'arracher au présent ». Opposé au roman conçu comme une « illusion-vérité », Grass se veut du côté de l'artificialité littéraire. La structure de ses romans déconstruit la chronologie et met en place des temporalités gigognes. Différentes voix narratives s'entrelacent simultanément et les récits secondaires ou enchâssés font dériver l'histoire centrale de son cadre initial. Proche du flux de conscience de James Joyce et Faulkner et d'une technique de collage héritée de John Dos Passos et Döblin, l'auteur juxtapose indistinctement diverses formes d'art et d'écriture (poème, article, compte-rendu, dessin etc.).
Grass revendique plusieurs influences sur son style, notamment celle de Fontane, Franz Kafka, Camus, du dada, de l'expressionnisme et de la littérature baroque allemande,. L'intertextualité est constante et un jeu de citations, de références et de réécritures littéraires se développe. On note plusieurs clins d'œil à Friedrich Nietzsche, Ivan Gontcharov, Georg Trakl, Rainer Maria Rilke, Jorge Luis Borges, Vladimir Nabokov, George Orwell ou encore Boccace qu'il cite explicitement, parmi d'autres, dans Le Turbot. Son œuvre entière dénote une connaissance encyclopédique de la littérature, de la philosophie, des arts et des sciences humaines, mêlant commentaire, fantaisie, onirisme, provocation et irrévérence.
Selon le secrétaire perpétuel de l'Académie suédoise, Grass est « un conteur imaginatif, un conférencier érudit, un attrape-voix et un homme aux monologues insolents, un pasticheur et en même temps le créateur d'un parler ironique qu'il est le seul à maîtriser. Par son habileté à manier la syntaxe allemande et sa propension à en utiliser les subtilités labyrinthiques, il rappelle Thomas Mann. Son œuvre est un dialogue avec le grand héritage culturel allemand, mené avec un amour mêlé d'extrême sévérité. ».
Sur l'exemple d'Arno Schmidt, Grass fait subir à la langue allemande un traitement de choc, privilégiant les recherches de style novatrices : néologismes, ruptures de ton, ellipses, alternance de registres, dislocation de la syntaxe... Sa prose volubile fait souvent appel à l'analogie, l'hyperbole et la métaphore. Elle est généralement emplie de longues phrases brutalement interrompues par des subordonnées sans verbe, des incidentes et des injonctives. La ponctuation est également malmenée.
Grass balade le lecteur au gré d'anachronismes, jeux de mots, calembours et digressions. Il a par ailleurs recours à un jeu sur les voix narratives qui mine l'autorité des pronoms personnels : ses personnages disent tantôt je, sont tantôt dits par un il ou sont par moments interpellés par un tu d'une phrase à l'autre, voire dans la même phrase,. De fait, le lecteur ne sait plus qui parle et s'interroge sans cesse sur l'identité du ou des narrateurs ainsi que sur la véracité de leurs dires.
L'écrivain déploie un style vertigineux, polyphonique, hybride et discontinu dans lequel se télescopent divers discours, anecdotes, situations et dialogues. Grass efface les repères définis de l'espace et du temps dans ses récits. En effet, il abolit à la manière des auteurs postmodernes la frontière entre les différents lieux et époques qui nourrissent ses fictions et les découpe, avec l'approche d'un peintre et d'un sculpteur, en fragments autonomes, postérieurement assemblés en patchwork.
S'il refuse de bâtir une narration accessible et condense des séquences hétérogènes proches de l'hermétisme, il est néanmoins réputé pour la force de ses images hallucinatoires (anguilles s'enroulant dans une tête de cheval décomposée, prise de Berlin par l'Armée rouge, accouplement avec une divinité féminine à trois mamelles etc.). Les scènes de fuite et de désolation durant la guerre dans certains de ses ouvrages (Le Tambour, Pelures d'oignon, En crabe) sont également louées pour leur puissance. Elles traduisent, entre autres, l'empreinte d'Erich Maria Remarque qu'il vénère et qu'il a pu lire dans sa jeunesse car sa famille ignorait qu'À l'Ouest, rien de nouveau avait été mis à l'index par les nazis. Pierre Bourdieu se dit impressionné par sa manière de reconstituer la grande histoire par des détails infimes, notamment lorsque dans Mon siècle, un petit garçon urine dans le dos de son père, militant socialiste, venu assister à un discours de Karl Liebknecht.
L'auteur se situe dans la veine de l'antiroman. L'objet de ses ouvrages est en réalité moins les divers semblants d'intrigue que la langue littéraire, nourrie par une écriture transdisciplinaire (conte, fiction, politique, sciences humaines, arts, philosophie, autobiographie ou autofiction etc.).
Entre analyse, reportage, merveilleux et hallucination, ses œuvres mettent en scène l'absurdité du monde tel qu'il évolue depuis la seconde moitié du XXe siècle et le chaos de l'Histoire. Son style reste cependant d'une précision maniaque et fait preuve d'une grande méticulosité.

## Son œuvre graphique

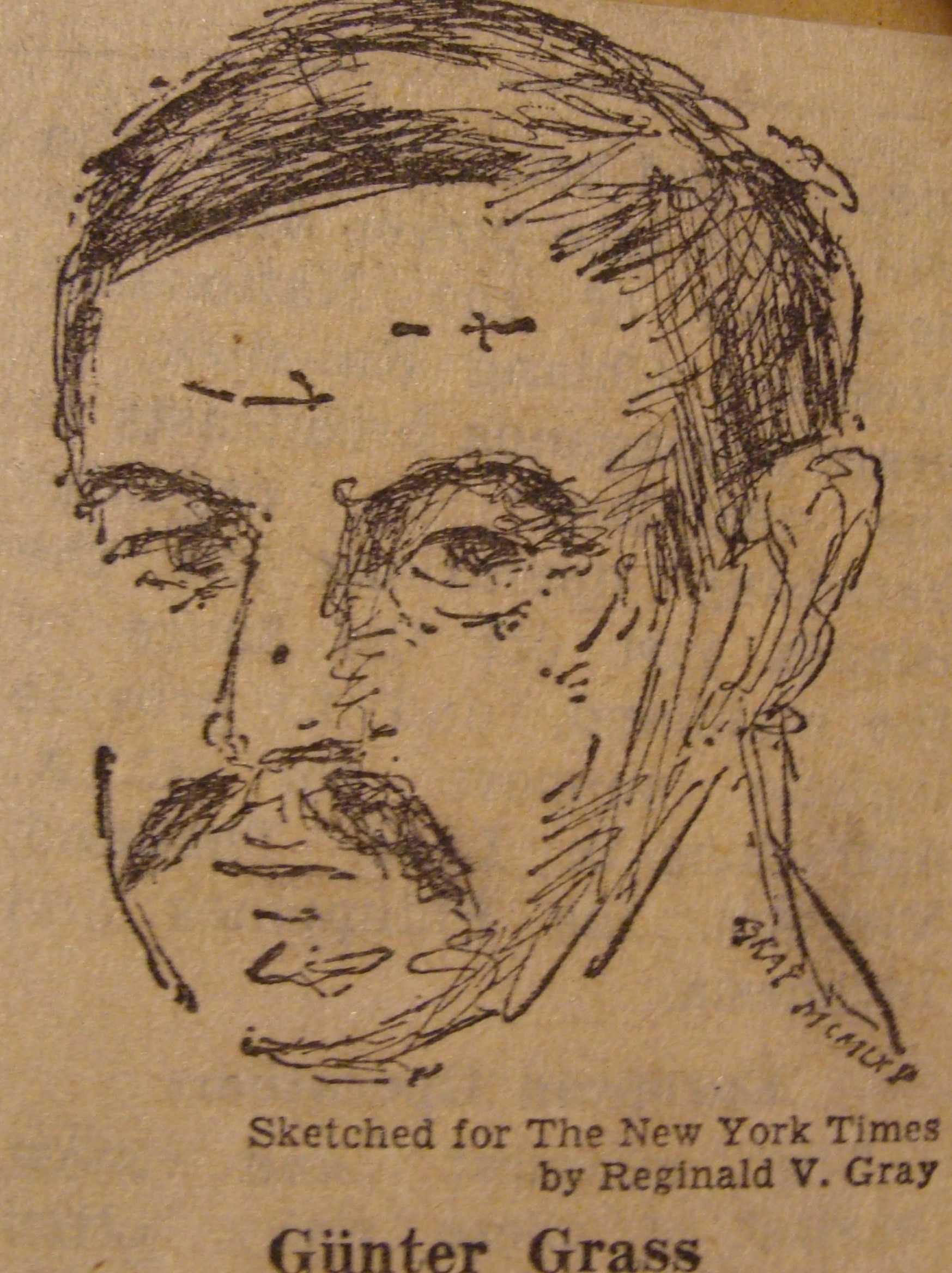
Portrait de Günter Grass par Reginald Gray (1965).

De son activité de peintre, graveur, illustrateur et sculpteur, Grass a tiré des productions composites dans lesquelles se manifeste un imaginaire foisonnant, marqué par le thème de l'hybridité, la bizarrerie, la difformité, l'animalité et le grotesque. L'harmonie et l'équilibre sont rejetés au profit de la disproportion. L'artiste revendique l'influence d'Emil Nolde et surtout de George Grosz, se situant entre l'expressionnisme, le dada et la Nouvelle Objectivité. Les références au folklore, la féerie et l'art populaire sont explicites et les notations humoristiques, grivoises et sexuelles sont fréquentes. Ses illustrations se démarquent par une utilisation particulière de la couleur grise.
Ses sculptures utilisent plusieurs matériaux qu'elles n'hésitent pas à mêler. Sa propriété à Lübeck, dans le nord de l'Allemagne, est surnommée la Günter Grass Haus (maison Günter Grass). De son vivant, elle était en partie ouverte au public et accueillait plusieurs expositions temporaires et forums artistiques ou littéraires.
En 2010, le centre Friedrich Dürrenmatt de Neuchâtel met l'œuvre littéraire et plastique de Grass à l'honneur à travers l'exposition Bestiarum. De fin 2010 à 2011, Grass se consacre par ailleurs, dans sa maison, une grande exposition, Von Danzig nach Lübeck, Günter Grass und Polen (De Dantzig à Lübeck, Günter Grass et la Pologne), qui revient sur son histoire personnelle et concentre tous ses manuscrits postérieurs à 1995 et plus de mille cent dessins, gravures, lithographies, aquarelles et sculptures dont celle, monumentale, représentant une grande main tenant un turbot. L'exposition met par ailleurs en valeur les motifs visuels privilégiés par l'artiste (poissons, souris, rats, religieuses...) et montre plusieurs archives et photographies représentatives de son attachement à ses racines polonaises et cachoubes.

## Distinctions
- Prix du Groupe 47 en 1958 pour le premier chapitre du Tambour
- Prix en littérature de la Commission culturelle de l'économie allemande (de) en 1958
- Prix de la critique allemande en 1960
- Prix du Meilleur livre étranger en 1962 pour Le Tambour
- Prix Georg-Büchner en 1965
- Doctorat honoris causa du Kenyon College en 1965
- Médaille Carl von Ossietzky en 1968
- Prix Theodor Fontane (de) en 1969
- Prix Theodor-Heuss (de) en 1969
- Doctorat honoris causa de l'université Harvard en 1976
- Prix Antonio-Feltrinelli en 1982 (décline la récompense)
- Doctorat honoris causa de l'université Adam-Mickiewicz de Poznań en 1990
- Membre honorifique de la Royal Society of Literature en 1993
- Citoyenneté d'honneur de la Ville de Gdańsk en 1993
- Doctorat honoris causa de l'université de Gdańsk en 1993
- Grand prix de littérature de l'Académie des beaux-arts de Bavière (en) en 1994
- Prix Hermann-Kesten en 1995
- Prix Thomas-Mann de la Ville de Lübeck (de) en 1996
- Prix Samuel Bogumil-Linde de la ville de Toruń (de) en 1996
- Prix Sonning en 1996
- Médaille d'or du Círculo de Bellas Artes en 1997[82]
- Prix Princesse des Asturies en 1999
- Prix Nobel de littérature en 1999
- Doctorat honoris causa de l'université de Lübeck en 2003
- Doctorat honoris causa de l'université libre de Berlin en 2005
- Internationaler Brückepreis (de) en 2006
- Prix Ernst Toller (de) en 2007
- Titre honorifique d'« Européen de l'année 2012 » donné par le Mouvement européen du Danemark (Europabevægelsen) en faveur de ses prises de positions sur les affaires politiques et culturelles européennes

## Œuvres publiées en français

### Romans
- Le Tambour (Die Blechtrommel), trad. par Jean Amsler. Paris, Seuil, 1961. Rééd. Paris, Seuil, 2009, nouvelle trad. de Claude Porcell
- Le Chat et la Souris (Katz und Maus), trad. par Jean Amsler. Paris, Seuil, 1962
- Les Années de chien (Hundejahre), trad. par Jean Amsler. Paris, Seuil, 1965
- Anesthésie locale (Örtlich betäubt), trad. par Jean Amsler. Paris, Seuil, 1971
- Journal d'un escargot (Aus dem Tagebuch einer Schnecke), trad. par Jean Amsler. Paris, Seuil, 1974
- Le Turbot (Der Butt), trad. par Jean Amsler. Paris, Seuil, 1979
- Une rencontre en Westphalie (Das Treffen in Telgte), trad. par Jean Amsler. Paris, Seuil, 1981
- Les Enfants par la tête ou les Allemands se meurent (Kopfgeburten oder die Deutschen sterben aus), trad. Jean Amsler. Paris, Seuil, 1983
- La Ratte (Die Rättin), trad. par Jean Amsler. Paris, Seuil, 1987
- L'Appel du crapaud (Unkenrufe), trad. par Jean Amsler. Paris, Seuil, 1992
- Toute une histoire (Ein weites Feld), trad. par Claude Porcell et Bernard Lortholary. Paris, Seuil, 1997
- Mon siècle (Mein Jahrhundert), trad. par Claude Porcell. Paris, Seuil, 1999
- En crabe (Im Krebsgang), trad. par Claude Porcell. Paris, Seuil, 2002, roman traitant de la catastrophe du Wilhelm Gustloff
- Agfa box. Histoires de chambre noire (Die Box), trad. par Jean-Pierre Lefebvre. Paris, Seuil, 2010
- D'une Allemagne à l'autre (Unterwegs von Deutschland nach Deutschland). Paris, Seuil, 2010

### Poésie
- Le Journal des coquecigrues (Die Vorzüge der Windhühner), 1956

### Théâtre
- Tonton (Onkel, Onkel), 1957
- La Crue (Hochwasser), 1957
- Les Plébéiens répètent l'insurrection (Die Plebejer proben den Aufstand). Théâtre. Précédé d'un discours de l'auteur. Trad. Jean Amsler. Paris, Seuil, 1968.

### Autres ouvrages
- La Ballerine (Die Ballerina), trad. par Miguel Couffon. Arles, Actes Sud (1984)
- Essais de critique (1957-1985), trad. par Jean Amsler. Paris, Seuil, 1986
- Tirer la langue (Zunge zeigen), trad. par Jean Amsler. Paris, Seuil, 1989
- Propos d'un sans-patrie, trad. par Jean Amsler. Paris, Seuil, 1990
- Pelures d’oignon (Beim Häuten der Zwiebel), autobiographie, Paris, Seuil, 2007

### Filmographie
- (de) Günter Grass : ein Porträt, film de Heinz Ludwig Arnold, Inter Nationes, Bonn, 2001?, 52 min (VHS)
- (de) Der Unbequeme : der Dichter Günter Grass, film de Nadja Frenz et Sigrun Matthiesen, Salzgeber & Co. Medien, Berlin, 2007, 90 min (DVD)